# Mercado Abastecedor da Região do Noroeste
O Mercado Abastecedor da Região de Braga (MARB) serve toda a região do Minho. A inauguração foi em 25 de junho de 2002, tendo sido a sua criação importante para a melhoria da qualidade e segurança alimentar dos consumidores da região (MARB: Quem Somos, [2009?]).

## Funcionamento e localização
O MARB é uma empresa que funciona em cooperação com o município de Braga e com a empresa Sociedade Instaladora de Mercados Abastecedores, SA ( SIMAB) (Município, 2009). Os serviços fornecidos pela SIMAB ao MARB são, designadamente (SIMAB, 2009):
- concepção e dimensionamento do empreendimento
- candidatura a projectos de financiamento comunitário
- realização de projectos de arquitectura e especialidades
- coordenação das empreitadas
- fiscalização
- apoio à comercialização e início do funcionamento
- assesoria ao funcionamento

O MARB localiza-se na freguesia de Celeirós, no concelho de Braga, numa área com boas acessibilidades, visto que na freguesia de Celeirós convergem as auto-estradas A3 (Porto-Braga), A11 (Braga-Guimarães-Barcelos) e os restantes acessos a Braga a partir da Via Circular Urbana (VCU) (MARB: Onde Estamos, [2009?]).

## Espaço
O MARB é constítuido por três pavilhões, numerados de 3 a 5. O pavilhão 3, no qual existem 36 boxes, é reservado a grandes e médios grossistas. O pavilhão 4 é destinado a entrepostos, existindo 15 entrepostos de 230 m² cada. No pavilhão 5, destinado a produtores e pequenos grossistas, existem 46 espaços com 13 m² e 16 espaços com 7 m² e 6 entrepostos com 260 m². Para além dos pavilhões, o MARB dispõe de um terreno para a construção de um stand, pequenas lojas, áreas cobertas e ao ar livre para a realização de espectáculos ou outros eventos (MARB: O MARB como espaço, [2009?]).